# Bernhard Gill
Bernhard Gill (* 1958 in Saarbrücken) ist ein deutscher Soziologe. Sein Fachgebiet liegt im Bereich der Umwelt-, Wirtschafts- und Techniksoziologie. Nach dem Studium der Politikwissenschaft in Berlin und einer Promotion über die aufkommende Gentechnik 1990 forschte er zunächst an der Universität Erlangen, bevor er 1996 an das Institut für Soziologie der Universität München wechselte. Von 2008 bis 2024 war er dort außerplanmäßiger Professor. Schwerpunkte seiner Forschung sind Biotechnologie, Energiewende und Saatgutmärkte.

## Leben
Bernhard Gill wurde 1958 in Saarbrücken geboren. 1977 machte er am dortigen Ludwigsgymnasium sein Abitur und leistete anschließend seinen Zivildienst in einem örtlichen Krankenhaus ab. 1978 ging er nach West-Berlin und begann dort ein Studium der Politikwissenschaft am Otto-Suhr-Institut der FU Berlin. Nach seinem Abschluss 1983 nahm er 1984 ein Promotionsstudium auf. In seiner Dissertation Gentechnik ohne Politik widmete er sich der Gentechnik und ihrer institutionellen und gesetzlichen Rahmung in der Bundesrepublik Deutschland. Parallel dazu war er in verschiedenen NGOs, unter anderem dem Gen-ethischen Netzwerk (GeN) aktiv. Nach seiner Promotion arbeitete Gill zunächst freiberuflich als Berater für das Wissenschaftszentrum Berlin und das Öko-Institut in Freiburg. 1993 ging er zurück in die universitäre Forschung und übernahm am Interdisziplinären Institut für Wissenschaftstheorie und Wissenschaftsgeschichte (IIWW) der Universität Erlangen die Leitung eines Forschungsprojekts zur Risikokontrolle in Forschungsorganisationen, das er bis 1996 führte. 1997 nahm er eine Stelle als Akademischer Rat an der Universität München an, wo er am Lehrstuhl Ulrich Becks arbeitete. Dort habilitierte er sich 2001 mit dem Werk Streitfall Natur im Fach Soziologie. Thema der Arbeit waren politische Auseinandersetzungen um wissenschaftliche Erkenntnisse und technische Innovationen sowie die dahinterstehenden, divergierenden Weltbilder der Konfliktparteien. Seit 2008 hat Gill eine außerplanmäßige Professur am Institut für Soziologie der LMU inne und leitet dort Forschungsprojekte zur Energiewende und zu Saatgutmärkten.

## Publikationen
Monografien
- Gentechnik ohne Politik. Wie die Brisanz der synthetischen Biologie von Wissenschaftlichen Institutionen, Ethik- und anderen Kommissionen systematisch verdrängt wird. Campus, Frankfurt / New York 1991, ISBN 3-593-34546-3.
- Riskante Forschung. Zum Umgang mit Ungewissheit am Beispiel der Genforschung in Deutschland. Eine sozial- und rechtswissenschaftliche Untersuchung. Edition Sigma, Berlin 1998, ISBN 3-89404-447-0 (mit Johann Bizer und Gerhard Roller).
- Streitfall Natur. Weltbilder in Technik- und Umweltkonflikten. Westdeutscher Verlag, Wiesbaden 2003, ISBN 3-531-13838-3.
- Schule in der Wissensgesellschaft. Ein soziologisches Studienbuch für Lehrerinnen und Lehrer. VS Verlag für Sozialwissenschaften, Wiesbaden 2005, ISBN 3-531-13867-7.

Herausgeberschaften
- Stefan Böschen, Bernhard Gill, Cordula Kropp, Katrin Vogel (Hrsg.): Klima von unten: regionale Governance und gesellschaftlicher Wandel. Campus, Frankfurt 2014, ISBN 978-3-593-50093-5.
- Gill, Bernhard, Zachmann, Karin, Torma, Franziska (Hrsg.): Mit Biofakten leben: Sprache und Materialität von Pflanzen und Lebensmitteln. 1. Auflage. Nomos, Baden-Baden 2018, ISBN 978-3-8487-4286-8.